# Chrysosoma planitarse
Chrysosoma planitarse är en tvåvingeart som beskrevs av Becker 1922. Chrysosoma planitarse ingår i släktet Chrysosoma och familjen styltflugor. Inga underarter finns listade i Catalogue of Life.